# Landengte van Panama

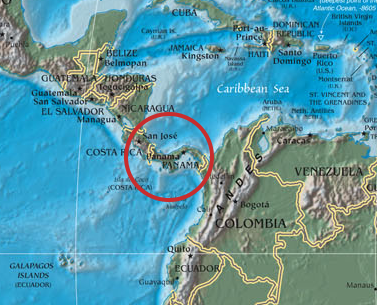
Landengte van Panama

De Landengte van Panama, ook bekend als de Landengte van Darién (genoemd naar de Darién-expeditie, is de landengte, begrensd door de Caribische Zee in het noorden en de Grote Oceaan in het zuiden, die de verbinding vormt tussen de werelddelen Noord-Amerika en Zuid-Amerika. Zij is ongeveer 3 miljoen jaar geleden, tijdens het Plioceen, ontstaan. Dit leidde de Great American Biotic Interchange in.
De landengte, die behoort tot de in 1903 onder Amerikaanse druk van Colombia afgescheiden provincie die werd uitgeroepen tot de onafhankelijke staat Panama, was op grond van haar ligging zeer geschikt voor de aanleg van een kanaal. Tussen 1906 en 1914 werd hier kort na de door de Verenigde Staten van Colombia afgedwongen onafhankelijkheid het Panamakanaal van 81,6 km aangelegd, waardoor de zeereis tussen de oost- en de westkust van Noord-Amerika met meer dan de helft verkort werd.

## Geschiedenis
- In 1513 was Vasco Núñez de Balboa de eerste Europeaan die de landengte overstak. De Balboa kon ook bevestigen dat Amerika een continent was, aangezien hij uitkwam op de Stille Oceaan.

- Het Darién-plan was een mislukte poging, grotendeels gesteund door investeerders van het koninkrijk Schotland, om eind jaren negentig van de 17e eeuw rijkdom en invloed te verwerven door de oprichting van Nieuw-Caledonië, een kolonie in de Darién Gap op deze landengte. Het nimmer uitgevoerde plan behelsde dat deze kolonie, gelegen aan de Golf van Darién, een route over land zou opzetten en beheren om de Stille en Atlantische Oceaan met elkaar te verbinden.